# Biflustra perfragilis
Biflustra perfragilis är en mossdjursart som beskrevs av William MacGillivray 1881. Biflustra perfragilis ingår i släktet Biflustra och familjen Membraniporidae. Inga underarter finns listade i Catalogue of Life.